# Australian Provincial Championship
L'Australian Provincial Championship fu un campionato nazionale professionistico di rugby a 15 che si tenne in Australia per una sola stagione.
Istituito nel 2006 dalla Australian Rugby Union con lo scopo di creare un campionato intermedio tra i vari tornei organizzati dalle Federazioni dei singoli Stati e il Super Rugby, competizione interconfederale riservata alle allora quattro franchise rappresentanti l'Australia in tale competizione, esso vide fronteggiarsi nella sua unica stagione di attività dette quattro squadre, che si affrontarono a girone unico in gare di sola andata più una finale tra le prime due classificate del torneo.
La competizione si svolse interamente a settembre 2006, e vide vincitrice la franchise di Canberra dei Brumbies; già prima del suo inizio, comunque, la Federazione ne aveva già deciso la soppressione per sostituirlo con un torneo analogo aperto a otto squadre da tenersi a partire dal 2007, l'Australian Rugby Championship, anch'esso tuttavia durato una sola stagione per esigenze di budget.

## Storia
A partire dall'avvento del professionismo nel rugby a 15 (agosto 1995) il massimo torneo di club in Australia è il Super Rugby, organizzato congiuntamente dal SANZAR, espressione delle federazioni rugbistiche australiana, neozelandese e sudafricana; tale torneo, originariamente chiamato Super 12 nel 1996 e Super 14 dal 2005 per riflettere il numero di squadre a esso iscritte, ha preso il generico nome di Super Rugby dal 2011, con l'allargamento a 15 squadre, cinque per ciascuna delle federazioni che vi prendono parte; tali squadre hanno la struttura di franchise, espressione delle federazioni provinciali o statali dei tre Paesi, cui afferiscono i vari club della giurisdizione delle varie federazioni.
All'epoca l'Australia presentava nel Super Rugby quattro franchise, espressione dell'Australia Occidentale (Western Force), Nuovo Galles del Sud (Waratahs), Queensland (Reds) e Territorio della capitale (Brumbies).
Laddove in Nuova Zelanda, come gradino immediatamente inferiore a tale competizione, si trovava il campionato nazionale delle province (NPC) e in Sudafrica la Currie Cup, l'Australia aveva tornei di ambito solo statale come per esempio la Queensland Premier Rugby oppure lo Shute Shield, campionato dell'area di Sydney.
Non esisteva, dunque, un campionato nazionale australiano.
Nel 2005 la federazione australiana giunse a un accordo con quella del Nuovo Galles del Sud per istituire una competizione intermedia, di livello nazionale, tra il Super Rugby e detti campionati statali; lo scopo era quello di creare un torneo d'élite che servisse come palestra sia per il Super Rugby che per la Nazionale.
Si decise quindi di dare vita a una competizione riservata alle citate quattro franchise all'epoca presenti nel torneo SANZAR, da tenersi dopo la stagione di Super Rugby.
In realtà, già dopo il suo varo, fu deciso che la competizione sarebbe stata soppiantata l'anno successivo da un'altra aperta a nuove squadre di club, sempre espressione delle federazioni presenti nel Super Rugby.

### L'unica edizione
Il torneo si disputò nei quattro fine settimana di settembre 2006 e fu sostanzialmente una lotta a due tra i Brumbies (vincitori di due edizioni del Super Rugby nel 2001 e 2004) e i Reds, che vinsero due incontri ciascuno; il Western Force, pur non accedendo alla finale, colse la sua unica vittoria contro gli stessi Reds finalisti, mentre invece gli Waratahs realizzarono tale isolata impresa proprio a spese del Force all'ultima giornata, negandogli quindi la possibilità di accedere alla finale cui sarebbe giunto anche battendo senza bonus la squadra di Sydney, oramai eliminata dalla finale dopo sole due gare.
La finale si disputò a Canberra in casa dei Brumbies, che batterono 42-17 i Reds.

## Il torneo

### Formato
Il torneo prevedeva una stagione regolare, in cui le quattro squadre si dovessero incontrare tra di esse in gare di sola andata, e che ogni squadra disputasse tre incontri, uno per ciascuno dei primi tre fine settimana di settembre.
Il punteggio adottato fu quello del Super Rugby, ovvero quattro punti per la vittoria, due per il pareggio e nessuno per la sconfitta, più un bonus di un punto per la perdente con uno scarto uguale o inferiore a 7 punti e un ulteriore bonus di un punto per le squadre che in un singolo incontro marcassero almeno 4 mete.
Al termine della stagione regolare le prime due squadre disputavano la finale in gara unica in casa della prima classificata nella stagione regolare.

### Squadre partecipanti
- Brumbies (Canberra)
- Reds (Brisbane)
- Western Force (Perth)
- Waratahs (Sydney)

### Stagione regolare
|          | 1ª giornata          |       |
| -------- | -------------------- | ----- |
| 8-9-2006 | Brumbies - Waratahs  | 14-13 |
| 9-9-2006 | Reds - Western Force | 6-32  |

|           | 2ª giornata              |       |
| --------- | ------------------------ | ----- |
| 15-9-2006 | Brumbies - Western Force | 25-10 |
| 17-9-2006 | Waratahs - Reds          | 17-39 |

|           | 3ª giornata              |       |
| --------- | ------------------------ | ----- |
| 23-9-2006 | Reds - Brumbies          | 20-19 |
| 23-9-2006 | Waratahs - Western Force | 41-33 |

#### Classifica
|  |    | Squadra       | G | V | N | P | PF | PS | B | Pt |
|  | -- | ------------- | - | - | - | - | -- | -- | - | -- |
|  | 1. | Brumbies      | 3 | 2 | 0 | 1 | 58 | 43 | 1 | 9  |
|  | 2. | Reds          | 3 | 2 | 0 | 1 | 65 | 68 | 1 | 9  |
|  | 3. | Western Force | 3 | 1 | 0 | 2 | 75 | 72 | 2 | 6  |
|  | 4. | Waratahs      | 3 | 1 | 0 | 2 | 71 | 86 | 2 | 6  |

### Finale
| Arbitro: | Matt Goddard (Sydney) |

|                                           |      |               |
| Curran (2) Fainifo Wright Campbell Huxley | mt   | Dart C. Brown |
| Huxley (6)                                | tr   | A. Brown (2)  |
|                                           | c.p. | Johansson     |